# Всіхсвятський скит
Всіхсвятський скит, або Скит Усіх Святих — скит у складі Святогірської лаври УПЦ московського патріархату. Скит закладений 1912 року. Його перший храм проіснував до 1947 року, коли його підірвали. Протягом 2001—2004 років на фундаменті зруйнованої церкви було споруджено дерев'яну.
4 червня 2022 року дерев'яна церква повністю згоріла внаслідок російського обстрілу в ході наступу росіян на Донеччину.